# 2013. február 11-i konzisztórium
A 2013. február 11-i konzisztóriumot XVI. Benedek pápa hívta össze. Ezen a konzisztóriumon 3 boldog szenttéavatási határozatát hirdette ki, továbbá bejelentette lemondását.

## Szenttéavatási határozatok
- Antonio Primaldo és társai, vértanúk
- Laura di Santa Caterina da Siena Montoya y Upegui (1874-1949), szűz és rendalapító
- Maria Guadalupe García Zavala (1878-1963)

A konzisztórium során a pápa elrendelte, hogy a két új szent 2013. május 12-én kerüljön fel a szentek névsorába.

## Lemondás
A konzisztórium során XVI. Benedek pápa latin nyelven bejelentette lemondását a Római egyházmegye püspöki székéről és 2013. február 28-i dátummal Szent Péter székét üressé nyilvánította.
A lemondás szövege:
„Kedves Testvérek!
Nemcsak a három szenttéavatás miatt hívtalak össze benneteket erre a konzisztóriumra, hanem azért is, hogy közöljem veletek döntésemet, amely nagy jelentőségű az Egyház élete számára. Miután ismételten megvizsgáltam lelkiismeretemet Isten előtt, eljutottam arra a bizonyosságra, hogy erőnlétem előrehaladott korom miatt már nem alkalmas arra, hogy megfelelő módon gyakoroljam a péteri szolgálatot.
Nagyon jól tudom, hogy ezt a feladatot, spirituális lényege miatt, nem pusztán tettekkel és szavakkal, hanem szenvedéssel és imával is teljesíteni kell. Azonban a mai világban, amely gyors változásoknak van kitéve, és a hitélet szempontjából nagy jelentőségű kérdések rázzák meg, Szent Péter hajójának kormányzásához és az evangélium hirdetéséhez szükség van mind a test, mind a lélek erejére. Ez az erő az utóbbi hónapokban olyan mértékben csökkent bennem, hogy el kell ismernem: képtelen vagyok jól megfelelni a rám bízott szolgálatnak.
Ezért, tudatában e tett súlyosságának, teljes szabadsággal kinyilatkoztatom, hogy lemondok szolgálatomról mint Róma Püspöke, mint Szent Péter utóda, amelyre 2005. április 19-én a bíborosok révén kaptam megbízatást. 2013. február 28-án este 8 órától a római szék, Szent Péter széke üresnek nyilvánítandó. Az illetékeseknek konklávét kell összehívniuk az új pápa megválasztására.
Kedves Testvérek! Teljes szívemből köszönetet mondok nektek azért a szeretetért és munkáért, amellyel velem együtt hordoztátok szolgálatom súlyát, és bocsánatot kérek minden hibámért. Most ajánljuk az Anyaszentegyházat Legfőbb Pásztora, a mi Urunk, Jézus Krisztus gondjaiba. Fohászkodjunk Szent Anyjához, Máriához, hogy anyai jóságával segítse a bíboros atyákat az új pápa megválasztásában. Ami engem illet, a jövőben is teljes szívvel kívánom szolgálni Isten Szent Egyházát imának szentelt életemmel.”